# Hoya griffithii
Hoya griffithii är en oleanderväxtart som beskrevs av J. D. Hooker. Hoya griffithii ingår i släktet Hoya och familjen oleanderväxter. Inga underarter finns listade i Catalogue of Life.